# Wallet
Appleウォレット（Apple Wallet、アップル ウォレット、通称: ウォレット、旧称: Passbook）とは、クーポン、搭乗券、学生証、イベント・映画入場券、公共交通機関の乗車券、ショップカード、そしてiOS 8.1からはApple Payを介してクレジットカード、デビットカード、プリペイドカード、ポイントカードを利用するためのiOS/watchOS用モバイルアプリケーションである。

## 概要

「Appleウォレットに追加」のバッジ

Appleが開発し、2012年6月11日開催の2012 Worldwide Developers Conferenceで発表され、同年9月19日にiOS 6と同時にリリースされた。iOS 9でApple PayとPassbookが統合したWalletアプリに移行し、Passbookは廃止された。Walletは、Appleが開発したクレジットカード「Apple Card」や車のキーの利用のためのアプリでもある。
Walletが利用できる場合、ウェブサイトやQRコード付きの印刷物に「Appleウォレットに追加」のバッジが表示されている場合もある。

## 沿革
Passbookが最初に発表されたのは2012年6月11日のことである。2015年6月のWWDCで「Wallet」への名称変更が発表され、同年9月16日にiOS 9がリリースされるまでの3年3か月5日の間、「Passbook」という名称が使われていた。日本語環境では2021年9月リリースのiOS 15以降、「ウォレット」の表記となっている。

2016年9月に発売のiPhone 7やApple Watch Series 2が国内モデル限定でFeliCaに対応したことで、これ以降日本国内でも各種カードがWalletに対応した（一部カードはより新しいモデルのiPhoneやApple Watchが必要）。

## 機能

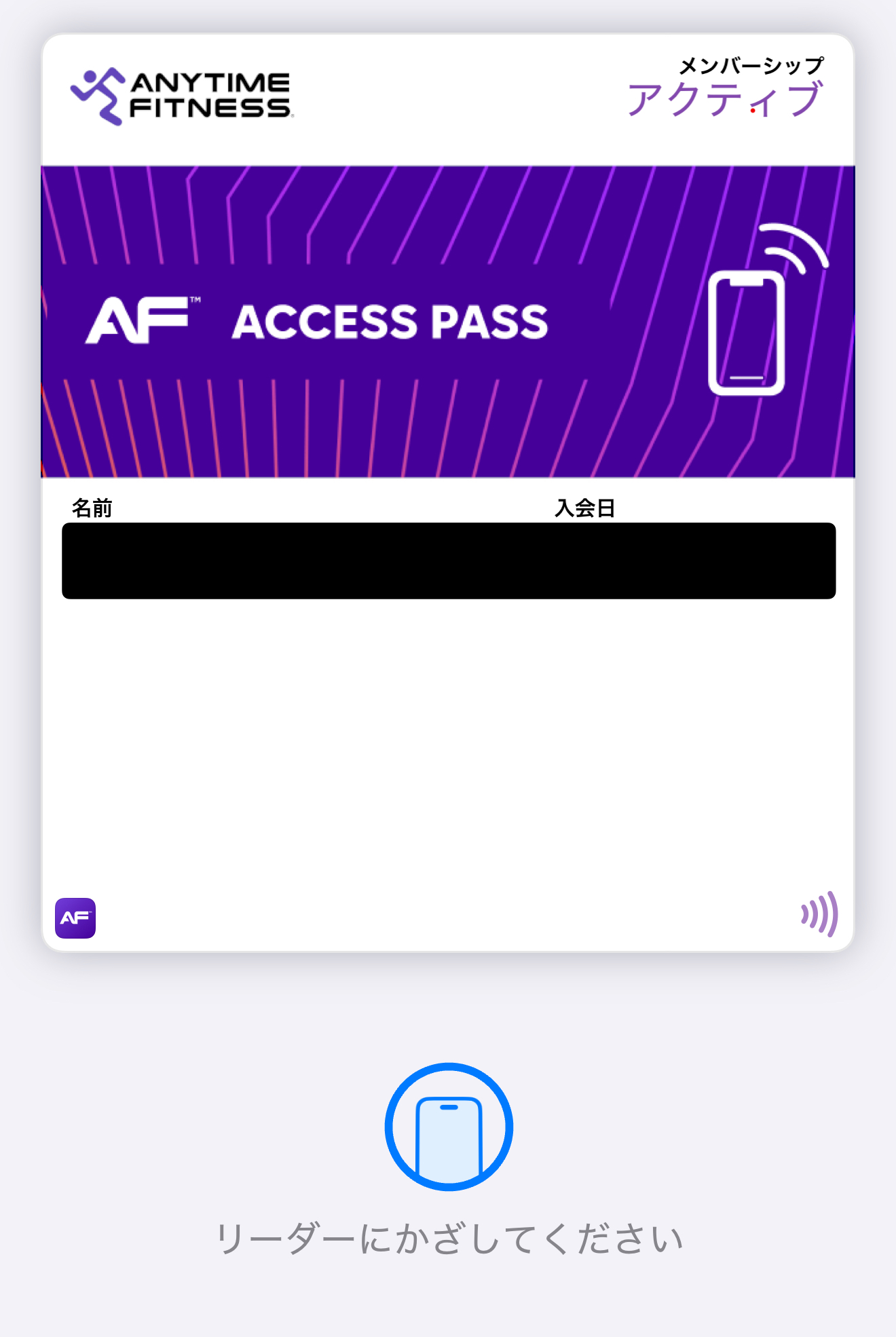
エニタイムフィットネスのNFC対応アクセスパス(会員証)

Walletには、Aztec、PDF417、QRコードが表示される。iOS 9からはCODE128も表示されるようになった。各デジタルクーポンまたはチケットは「パス」でまとめて表示される。ユーザーが初めてWalletを起動すると、簡単な紹介画面が表示される。App StoreではWallet対応アプリを探すことができる。パスは、Safari経由でオンラインで配布したり、電子メールでユーザーに送信したり、カメラでスキャンして追加することも可能。
パスはiCloudを使ってiOS端末間で同期され、OS X 10.8.2以降ではiOS端末に送信するオープニングパスにも対応している。iOS 6以降を搭載のiPhoneとiPod touchで利用可能（iPadは非対応）。
Walletには以下のような特徴がある。
- Aztec、PDF417、QRタイプの2次元バーコードを、iOS 9以降ではCODE128タイプの1次元バーコードを表示する。これらの表示中は画面が明るくなる。
- 位置によって自動的に起動される。各パスには最大10か所追加することができる。GPS座標（経度、緯度、高度）および/またはiBeacon UUIDとして位置をプログラムする。
- NFC機能が有効化されたパスの保存。
- パスの時刻によって自動的に起動する。
- パスのローカライゼーション。パスごとに最大35か国語をWalletに保存することができる[11]。
- パスの変更は、パス発行元がApple Push Notification Serviceを通してプッシュすることも、ユーザー自身が手動でアップデートすることもできる。

サードパーティの開発者の中には、Pass2U WalletやPassWallet for Android、BlackBerryなど、他のオペレーティングシステム向けに同様のアプリを作成しているところもあり、Walletパスのインポートと表示に対応している。Windows Phone 8.1では、Appleのパス形式にも対応している。また、パスの発行元によっては、ウェブブラウザからの閲覧にも対応している。

## エコシステム
パスはパッケージとして作成されるため、より大きなエコシステムに存在している。パッケージはパスのテンプレートで、関連データと秘密鍵とともにパスの署名者と一緒に作成される。PassKit APIを使用していつでも更新することができ、iOSアプリはWalletに保存されたパスと直接やりとりすることができる。
2014年後半には、iBeacon無線ジオフェンスを利用した既知の最初の実装が、米国の小売店で登場し始めた。iBeaconにより小売店は、Bluetooth範囲内のスマートフォンのロック画面に通知を出すことができる。
2015年、Walletに保存しているポイントカードをNFC経由でPOS端末に提示する機能を取り入れた。

## Apple Pay
米国では、iOS 9リリース時から利用できたが、日本でのサービス開始はiOS 10.1以降である。

### 交通系ICカード
交通系ICカードはWalletから新規発行するほか、手持ちのプラスチックカードから転送（移行）することも可能。駅の改札でFace IDやTouch ID不要で使用できるエクスプレスカード機能に対応している。この設定でiPhone XS以降では、バッテリー残量がなくなった後も最長5時間までは予備電力機能で改札を通過することができる。利用明細の確認、残高不足のリマインダーの設定も可能。
2016年10月25日、Suicaが利用可能となった。JR東日本からSuicaの管理、チャージ、定期券の購入ができるアプリがリリースされているが、Wallet内でチャージ、更新することもできる。2020年10月6日にはPASMO、2023年6月27日にはICOCAに対応した。

### 電子マネー
日本では2021年10月21日に、nanacoとWAONが対応した。WAONアプリではご当地WAONの発行も可能。

## ポイントカード
NFCを使用するポイントカードをWalletで利用することができる。日本ではd POINT CARDやPontaカードが対応している。例えばPontaカードでは、ローソンでのApple Pay決済時に自動でPontaカードも適用されるように設定することも可能。

## Apple Account（カード）
Apple Account（旧称: Apple ID）の残高を管理するための仮想のアカウント残高カード（バーチャルカード）で、2022年5月にiOS 15.5で、日本では2023年10月23日にiOS 17で対応した。この残高はApple Store (オンライン含む)やiTunes Storeなどでの購入、アプリやApple Oneなどのサブスクリプションの支払いに使用できるものである。
これにより、Apple Gift Card（旧: iTunes Card）の使用以外にも、クレジットカードでのオートチャージの設定、日本ではセブン-イレブンやファミリーマートのレジでのバーコードを提示しての残高のチャージにも対応した（支払いは現金、nanacoやファミペイに対応）。

## ワクチン接種証明
iOS 15ではヘルスケアアプリを介し、COVID-19ワクチンの接種証明書を表示する機能が追加された。

## マイナンバーカード
2025年6月24日から、iOS 18.5にてマイナンバーカードを対面で提示するための搭載機能が実装された。コンビニエンスストアのマルチコピー機での各種証明書類の発行のための電子証明書機能、マイナポータルなどのiOSアプリ上での認証機能などが利用可能となる。Appleウォレット上での身分証明書機能の提供はアメリカ合衆国外では初の試みである。病院等でのマイナ保険証の利用は2025年9月から導入を予定している。
「iPhoneのマイナンバーカード」に対応する、マイナンバーカード対面確認アプリは、2025年7月中にリリース予定である。